# قوليريديانية

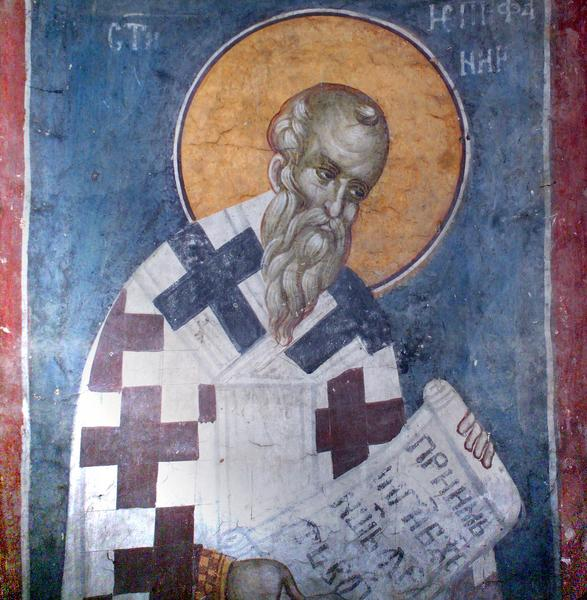

القوليريديانية او المريميين (باليونانية: κολλυριδιανοί)‏ هي حركة هرطقة مسيحية مبكرة مزعومة في شبه الجزيرة العربية قبل الإسلام، والتي كان أتباعها يعبدون على ما يبدو مريم العذراء، أم يسوع، كإلهة. يخضع وجود الطائفة لبعض الخلاف من قبل العلماء، حيث أن المصدر المعاصر الوحيد الذي يصفهم هو Panarion لإبيفانيوس السلاميسي، الذي نُشر في حوالي عام 376 م.
ووفقا لأبيفانيوس، قامت بعض النساء في شبه الجزيرة العربية الوثنية آنذاك بتوفيق المعتقدات الأصلية مع عبادة مريم، وعرضت الكعك أو لفائف الخبز. كان يدعى هذا الكعك collyris (باليونانية: κολλυρις)‏، وهي مصدر اسم Collyridians. يذكر إبيفانيوس أن القوليريديانية نشأت في تراقيا وسكيثيا، على الرغم من أنها ربما تكون قد سافرت لأول مرة إلى تلك المناطق من سوريا أو آسيا الصغرى.
اعترض اللاهوتي كارل جيروك على وجود القوليريديانيين، واصفا أنه من غير المحتمل أن طائفة تتكون فقط من النساء يمكن أن تستمر لفترة طويلة كما يصف إبيفانيوس. وأشار الكاتب البروتستانتي صمويل زويمر إلى أن المصدر الوحيد للمعلومات عن الطائفة جاء من إبيفانيوس.
في كتابه «العذراء» عام 1976، طرح المؤرخ جيفري آش الفرضية القائلة بأن القوليريديانيين يمثلون دينًا ماريانيًا موازيًا للمسيحية، والتي أسسها أتباع الجيل الأول من مريم العذراء، الذين استندت الكنيسة في مجمع أفسس إلى مذاهبهم عام 431. كان المؤرخ أفريل كاميرون أكثر تشككا حول ما إذا كانت الحركة موجودة، مشيرا إلى أن إبيفانيوس هو المصدر الوحيد للمجموعة، وأن المؤلفين اللاحقين يشيرون ببساطة إلى نصه.

## المريميين في مختلف عصور
يذكرالمسيحي سعيد بن البطريق طائفة البربرانية والي كانت عقيدته ان المسيح وامه الهينويذكر ابن حزم طائفة البربرانية ايضا
وفي الحديث أتى ابن الزبعرى إلى رسول الله - صلى الله عليه وآله وسلم - فقال: يا محمد ألست تزعم أن عزيرا رجل صالح، وأن عيسى رجل صالح، وأن مريم امرأة صالحة ؟ قال بلى، فقال: فإن الملائكة وعيسى وعزيرا ومريم يعبدون من دون الله، فهؤلاء في النار، فأنزل الله ﴿إن الذين سبقت لهم منا الحسنى﴾
ويقول حلمي القمص يعقوب:
| قوليريديانية | وكانوا يعبدون كوكب الزهراء في وثنيتهم "وكانت الزهرة تعبد في الشرق والغرب معًا فهيَ فينوس الرومان، وأفروديت اليونان، واستار البابليين، وعشتاروت الفينيقيين، وقد انتقلت أيضًا عبادتها إلى جماعة بني إسرائيل في الزمن القديم. فعاقبهم الله على ذلك أشد العقاب وكانت النساء يقدمنَّ على مذابح الزهرة أقراص من خبز الشعير، وبعد أن دخلوا للمسيحية أخذت السيدات تقدمن أقراص الشعير قربانًا للعذراء مريم، واعتبروها واحدًا من الثالوث القدوس وأطلق عليهم الكوليريديانيين، وهيَ كلمة يونانية مشتقة من "كوليريدس" أي: "أقراص خبز الشعير التي كان يقدمها النساء على مذابح الأوثان"، فصاروا يعبدون ثالوثًا مكونًا من الآب والابن والأم العذراء، وقد قاوم هذه البدعة "القديس أبيفانيوس" أسقف قبرص، وذكرهم في كتابه "الشامل في الهرطقات" في القرن الرابع الميلادي. كما ذكرهم "المقريزي" في كتابه "القول الأبريزي" ص 127، ولم يمر القرن السابع إلاَّ وانتهت هذه البدعة. | قوليريديانية |

قال أستاذ الدراسات الدينية جيل باترسون كورينجتون “لم يكن من المفاجئ بالتأكيد أن تجد النساء المسيحيات في مصر أمًا إلهية أخرى يتماثلن معها؛ النساء المسيحيات في شبه الجزيرة العربية، مما أثار ذعر أبيفانيوس، فعلن شيئًا مشابهًا في عبادتهن لمريم بدلاً من يسوع... تم وصف الكعك (الكوليباس) الذي قدمه الكوليريديان لمريم في العبادة بطريقة مشابهة للكعك المقدم لإيزيس على أنه ملكة السماء
وفي عصر الحالي ظهرت مجموعة سمت نفسها حركة "مريم هي الله الكاثوليكية"  وتقول ان مريم اله

## القوليريديانية في الحوار المسيحي الإسلامي
أصبح للقوليريديانيين اهتمام في بعض المناقشات الدينية المسيحية الإسلامية الأخيرة في إشارة إلى المفهوم الإسلامي للثالوث المسيحي. يعتمد الجدل على بعض آيات القرآن، في المقام الأول 5:73
```
و 
5:75

و 
5:116

من 
سورة
 
المائدة
، والتي تم اعتبارها على أنها تشير إلى أن الرسول محمد كان يعتقد أن المسيحيين يعتبرون مريم جزءًا من الثالوث. لم تكن هذه الفكرة أبدًا جزءًا من العقيدة المسيحية السائدة، ولم يتم إثباتها بوضوح وبشكل لا لبس فيه بين أي مجموعة مسيحية قديمة (بما في ذلك القوليريديانيين).
```

بعض العلماء[من؟] رفضوا التفسير القائل بأن القرآن يؤكد أن مريم كانت جزءًا من الثالوث، لأن البيانات ذات الصلة يمكن اعتبارها على أنها تؤكد على الطبيعة الإنسانية البحتة لمريم لتعزيز الإيمان الإسلامي بالطبيعة الإنسانية البحتة ليسوع، بينما تعمل أيضًا بمثابة إعادة صياغة عامة لمذهب التوحيد الإسلامي المركزي، وحدانية الله الخالصة.